# Гимназија „Светозар Марковић” Суботица
Гимназија „Светозар Марковић" је једина гимназија у Суботици, Србији. Налази се у самом центру града.

## Историјат
Аустријска царица, Марија Терезија је 1743. године Суботицу прогласила за трговиште. Тим статусом варош је стекла одређене слободе, па између осталог и у просветној управи. Градски магистрат се обратио молбом фрањевачком провинцијалу да пошаље професора који би омладину подучавао основама латинског језика и синтаксе. Фрањевци су одредили Тому Порубског, који је свој рад започео 1747. године, чиме су постављени темељи организованог образовања.
Први закон о школству донет је у Бечу 1777. године. По овом закону латинске школе су се делиле на Граматичке школе и Гимназије. Наведени су градови у којима ће бити основане Гимназије, али је остављена могућност да се и у оним градовима у којима постоје само граматички разреди отворе Гимназије, ако се створе услови. Суботица није била на списку градова, па је постојећа Граматичка школа укинута 1778. године, али је на захтев Градског магистрата поново обновљена 1782. године. Одредбом Царског савета од 1. септембра 1787. године, уместо латинског, у школе се уводи немачки језик. То је изазвало негодовање, па је цар Јосиф II након три године опозвао своју одлуку и вратио латински језик у школе.
Суботица је коначно добила Гимназију 1795. године. Она се састојала од три граматичка и два хуманистичка разреда. То потврђује и први печат Гимназије са натписом "Sigil. Gimnasii M. Theresiopolitani 1795."
Од 1803. године Гимназија је имала шест разреда, четири граматичка и два хуманистичка. Законом од 1845. године укида се латински и уводи мађарски језик у школе. 
Професори у Граматичкој школи, а затим и у Гимназији све до 1860. године били су фрањевци, а тада, сем вероучитеља, посао предавача преузимају факултетски образована световна лица.
Све до краја XIX века Гимназија се налазила или при Фрањевачком самостану, или у неадекватним зградама недалеко од Градске куће. На захтев Министарства просвете, град је финансирао изградњу данашње зграде Гимназије. У њој се настава одвија од школске 1899/1900. године.
За време Првог светског рата од 1914. године у згради Гимназије била је смештена Војна болница аустроугарске војске. Настава се тада одржавала у згради Грађанске школе.
Након завршетка рата, маја 1919. године отворена је Градска буњевачка Гимназија. Тада се први пут настава изводи на српскохрватском језику, иако још увек по мађарском наставном плану. Гимназија се од 1920. године назива Државна Мешовита Велика Гимназија. Ускоро се поделила на мушку и женску. Указом краља Александра 1925. године отворена је у Суботици Женска реална Гимназија, као четворогодишња, да би ускоро постала потпуна са осам разреда.
Окупацијом и уласком мађарске војске, априла 1941. године настава је поново успостављена на мађарском језику. Пред крај рата, зграда Гимназије је по други пут претворена у Војну болницу.
Након завршетка Другог светског рата 1945. године у Суботици су почеле са радом три Гимназије: Потпуна мушка, Потпуна женска и Потпуна мешовита Гимназија. Настава се изводила на српскохрватском и мађарском језику. 
Новом реформом школске 1950/1951. године спојене су две Гимназије на српскохрватском језику у Вишу мешовиту, а Потпуна мешовита Гимназија је постала Виша мешовита Гимназија на мађарском наставном језику.
Следећа реформа школства била је 1955. године. Тада је дошло до спајања две Више мешовите Гимназије и створена је Виша мешовита Гимназија. Она је добила име Гимназија „Моша Пијаде“, а настава се у њој одвијала на српскохрватском и мађарском језику. 
Новом реформом школства 1976. године дошло је до укидања Гимназије. Тада се ствара Средња школа у друштвеним делатностима "Моша Пијаде". Она је постојала до 1988. године, када је на захтев професора ове школе дошло до промене назива. Школа од тада носи назив Гимназија „Светозар Марковић“.

## Данас
Данас ова школа има око 900 ученика у 40 одељења. Са око 90 професора настава се изводи на три језика: на српском, мађарском и хрватском.
Током студентских блокада и протеста у Србији 2024/25, ђаци и запослени су подржали студенте и организовали потпуну обуставу рада која је довела до оставке директора Душана Павловића.